# Schluchsee
Der Schluchsee ist ein Stausee in der Gemeinde Schluchsee bei St. Blasien im Landkreis Breisgau-Hochschwarzwald in Baden-Württemberg. Er liegt südöstlich des Titisees und ist, nach dem Bodensee, der zweitgrößte See in Baden-Württemberg.
Der See dient seit den 1960er Jahren auch als Zufluss des Pumpspeicherkraftwerks des Schluchseewerks. Neben einem natürlichen Zufluss wird der See über verschiedene Kraftwerksstufen mit Wasser aus dem Rhein befüllt.

## Name
In den alemannischen Dialekten der Region lautet der Name des See Schluechs [ʃluˑəχs] oder Schlues [ʃluˑəs]. Auch die historischen Belege zeigen einen Diphthong: 983 lacus Sluochse, 1095 Schluochsee, 1125 predium Sluocse, 1312 der sê ze Sluoze. Der Name kann somit nicht wie vielfach behauptet von mhd. slûch ‘Schlauch’ (alemannisch Schluuch) kommen, da in diesem Fall in der heutigen Mundart und den historischen Quellen kein Diphthong vorhanden wäre. Albert Krieger leitet den Namen von mittelhochdeutsch sluocht ‘Schlucht’ her. Sicher ist aber auch diese Deutung nicht.

## Lage

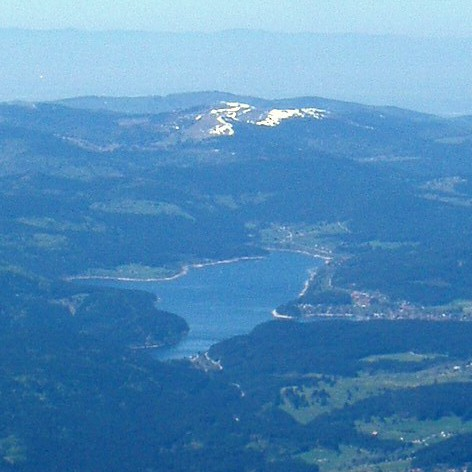
Schluchsee mit Feldberg

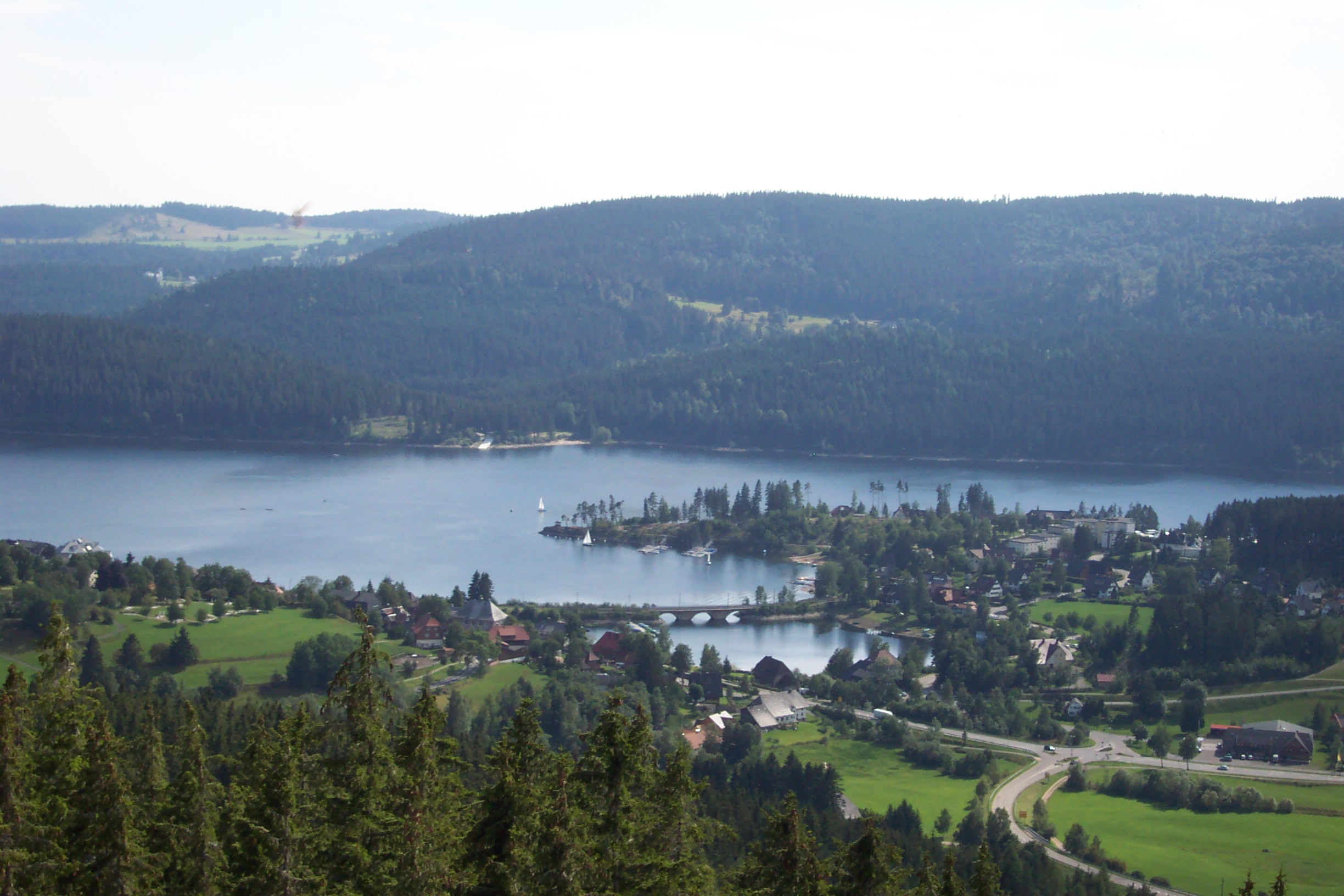
Blick auf den Schluchsee vom Riesenbühl aus

Der Schluchsee war ursprünglich ein Gletschersee des Feldberg-Gletschers, dessen Spiegel rund 30 Meter unter dem des heutigen Sees lag, der erst durch Anstauung der Schwarza entstand. Dieser ist heute in Richtung Nordwest – Südost 7,3 Kilometer lang und 1,4 Kilometer breit, die tiefste Stelle auf dem Grund liegt 61 Meter unter der Seeoberfläche.
Der Schluchsee ist Teil der Werksgruppe Schluchsee des Schluchseewerks, einer Abfolge von Stauseen unterschiedlicher Höhe, die durch Pumpwerke verbunden sind. Die Werkgruppe zieht sich von Häusern bis nach Waldshut. Der Schluchsee ist darin das Oberbecken des Pumpspeicherkraftwerks Häusern. Dieses Kraftwerk speist im Mittel eine Leistung von 100 Megawatt ins Stromnetz ein. Außer durch die natürlich zulaufende Schwarza, bzw. dem Ahabach und über den Windgfällweiher die Oberläufe der Wutach, der Seegraben und die Haslach wird auch Wasser aus dem Rhein bei Waldshut durch Pumpwerke in das Becken geleitet.
Der Schluchsee hat ein Stauziel von 930 m ü. NN und ist damit der höchstgelegene Talsperrensee Deutschlands. Noch höher ist mit 1048 m ü. NN das Stauziel des Hornbergbeckens, das Oberbecken des Pumpspeicherwerks Wehr ist, jedoch hat dieses keine Talsperre.
Bekannte Ortschaften um den Schluchsee liegen an seiner Nordostseite, darunter der Hauptort der Gemeinde Schluchsee etwas unterhalb der Seemitte sowie deren Ortsteile Aha im oberen, nordwestlichen Seebereich und Seebrugg an der Staumauer. Die Dreiseenbahn, das verlängerte Ende der Höllentalbahn, fährt vom Bahnhof Titisee aus am nördlichen Seeufer entlang bis zum Endbahnhof Seebrugg.

## Geschichte

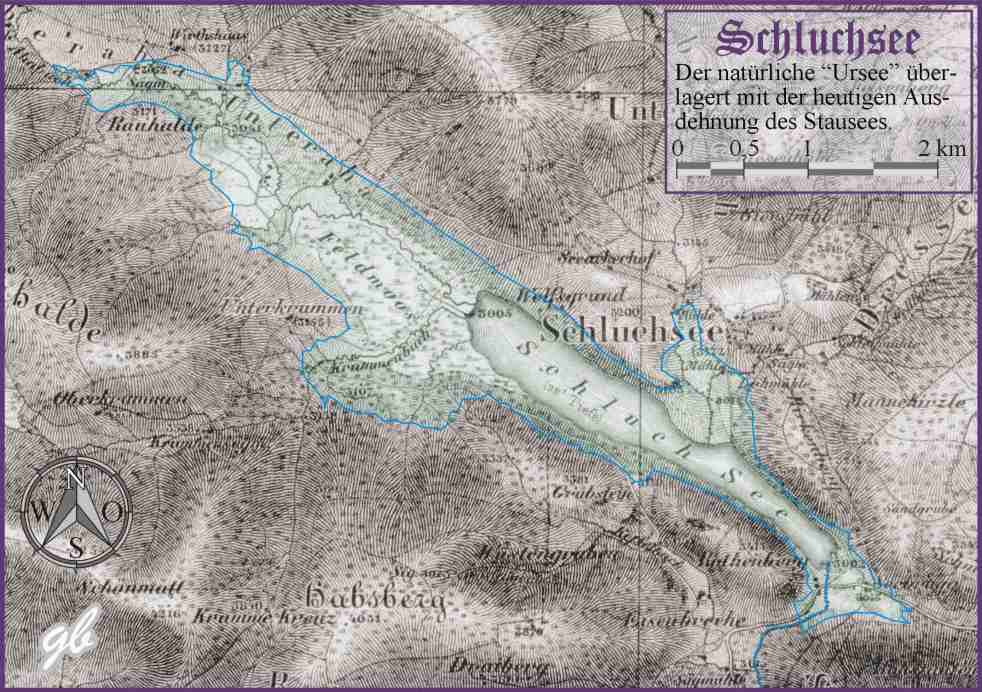
Der überstaute frühere See mit dem großen Hochmoor Feldmoos

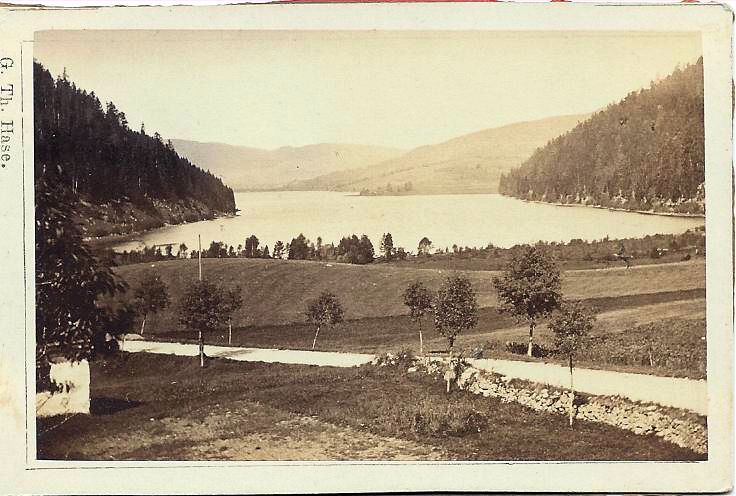
Der ursprüngliche Schluchsee von Seebrugg aus (1867)

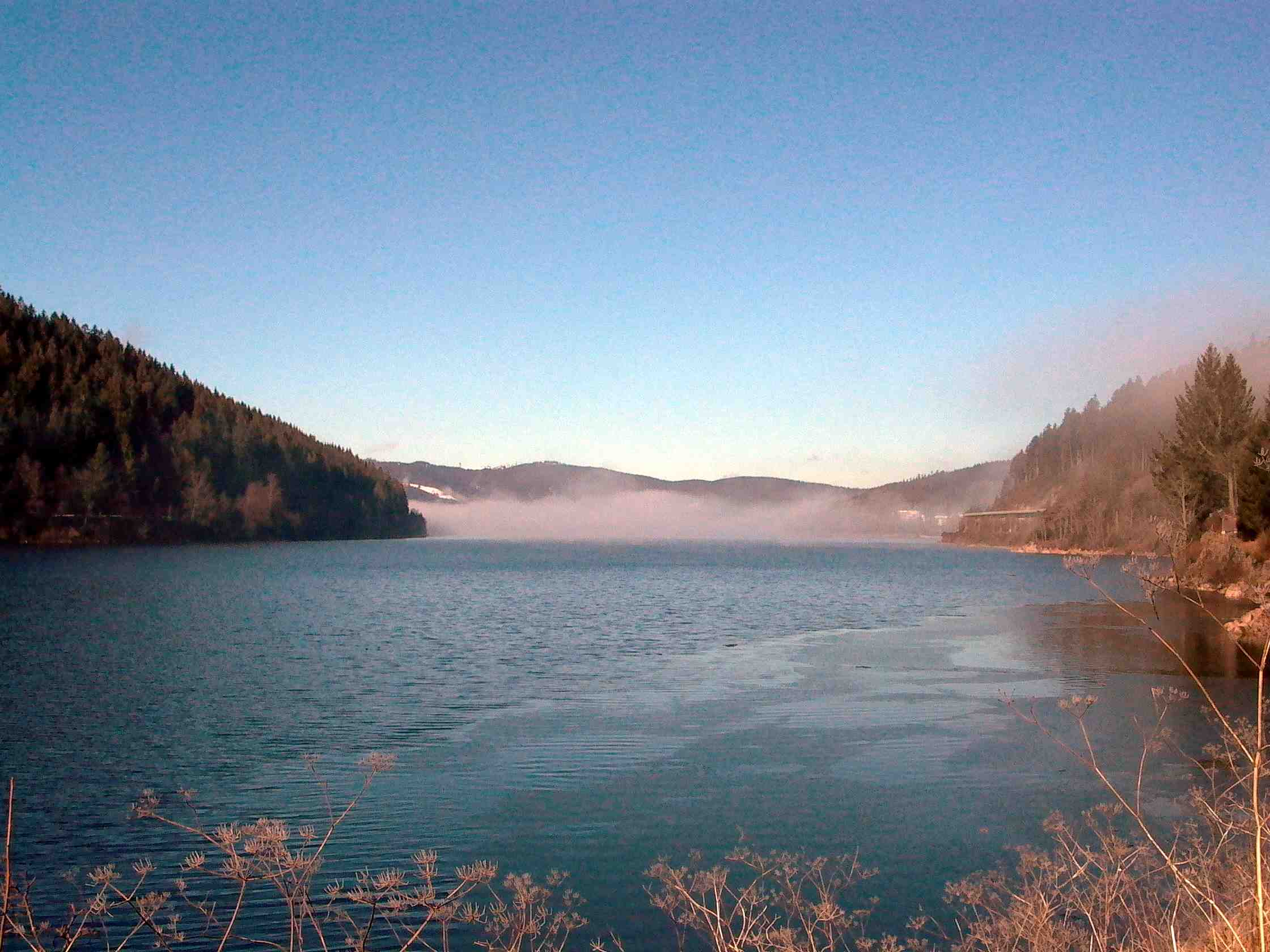
Der heutige Schluchsee bei Vollstau von Seebrugg aus

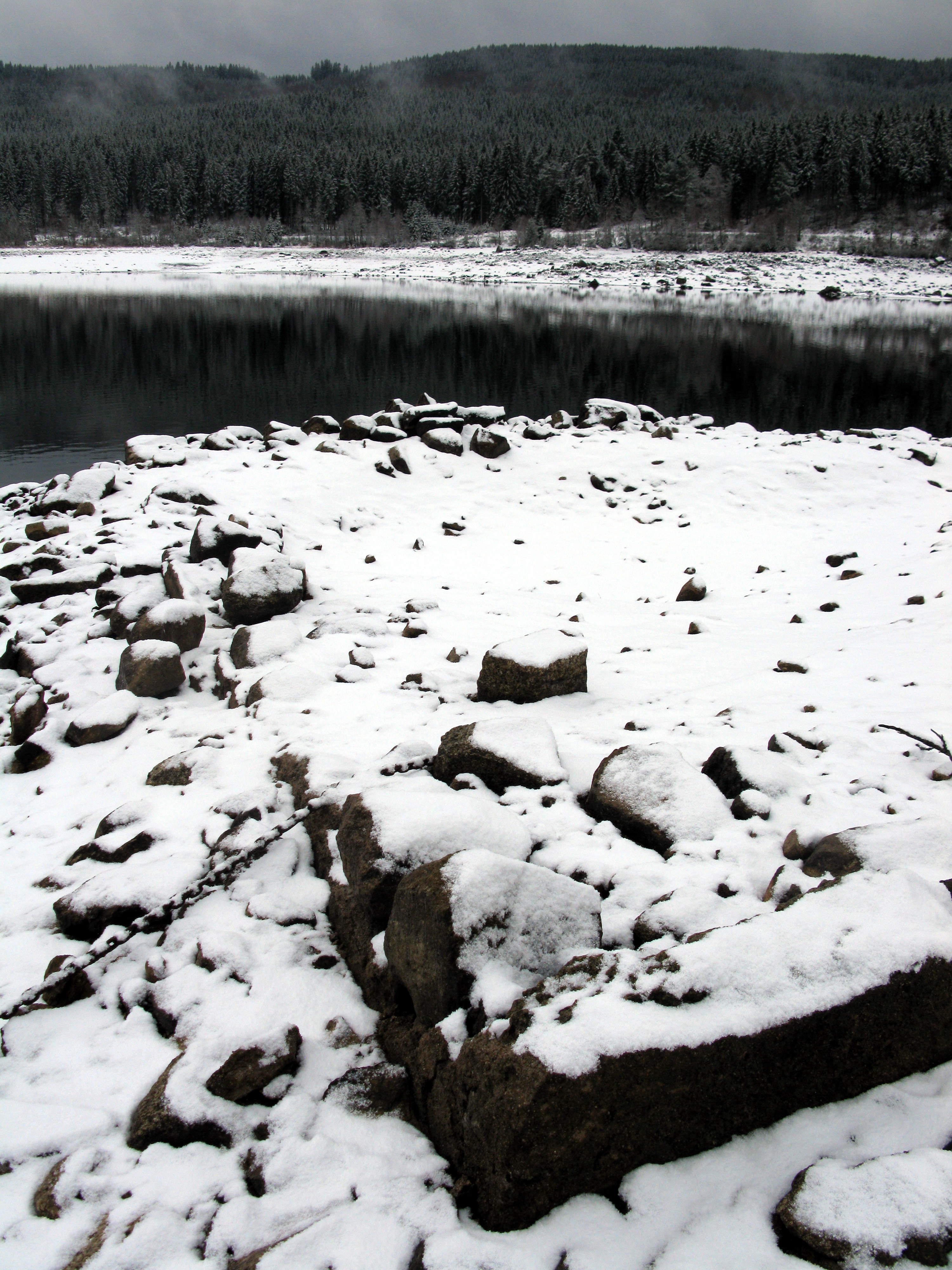
Fundamente der alten Schule von Aha bei Niedrigwasser im März 2014

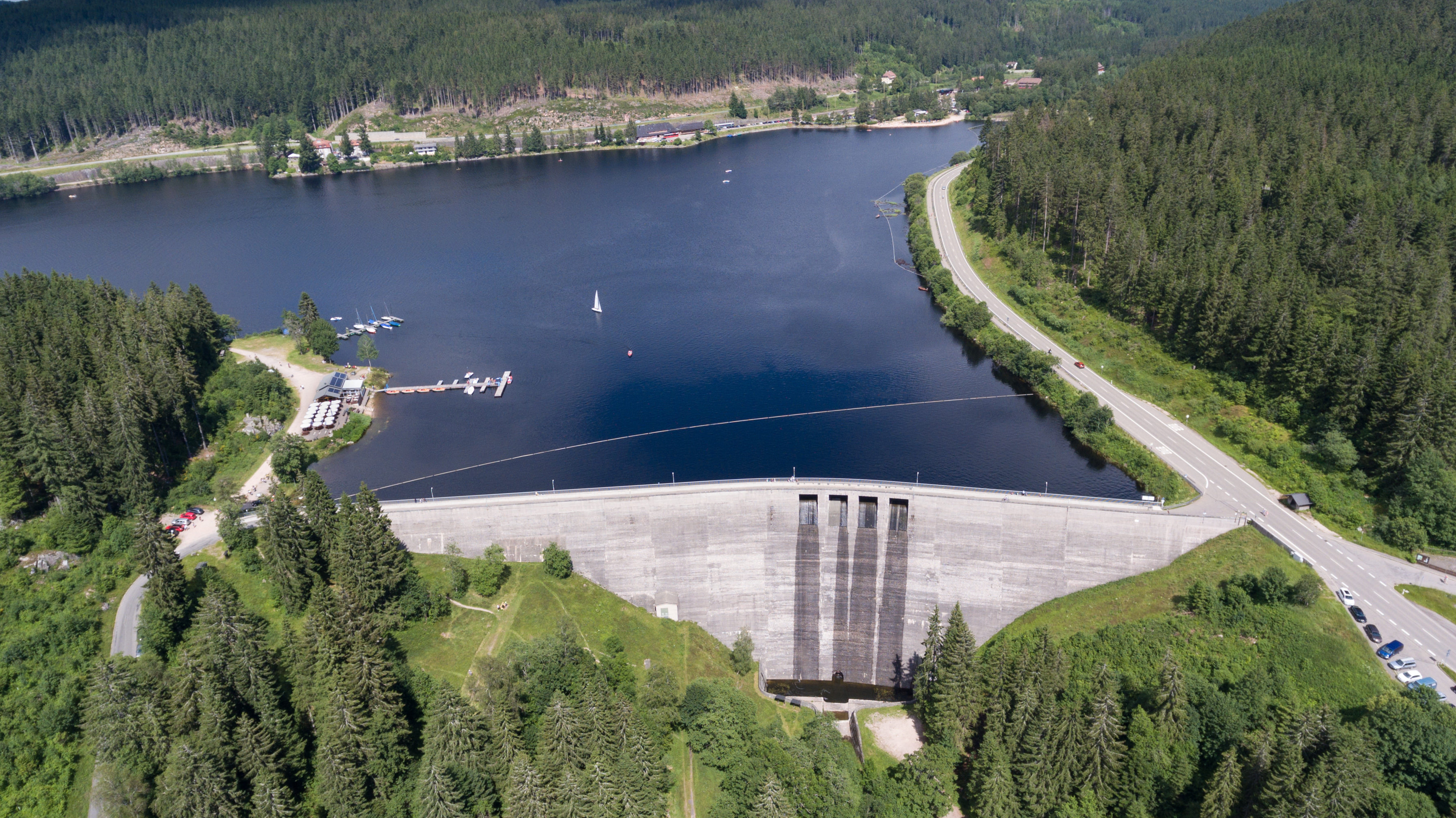
Luftaufnahme Staumauer

Die 63,5 Meter hohe Staumauer wurde zwischen 1929 und 1932 durch Notstandsarbeiter errichtet. Zum Bau dieser Gewichtsstaumauer aus Beton mit hohem spezifischen Gewicht musste der Natursee zunächst um 13 Meter abgesenkt werden. Dazu sprengte man im Jahre 1930 einen Stollen in den Fels. Dabei fand man auch einen Einbaum, durch dessen Untersuchung man mittlerweile nachweisen konnte, dass der Schluchsee bereits um das Jahr 650 befahren wurde. Der Fund wurde zuerst im Freiburger Augustinermuseum und im Adelhausermuseum (Völkerkundemuseum) gelagert und kann mittlerweile im Archäologischen Landesmuseum in Konstanz-Petershausen besichtigt werden.
Am südwestlichen Talhang oberhalb der Bootsanlegestelle baute man während der Bauarbeiten im Steinbruchbetrieb Granit für das Einlaufbauwerk ab.
Hartnäckig hält sich das Gerücht, dass der Schluchsee im Zweiten Weltkrieg mit Torf abgedeckt wurde, um die Staumauer vor einer Bombardierung zu schützen. Tatsächlich stammt der Schluchseetorf von zwei Moorbereichen, die an den Urschluchsee vor dessen Aufstauung angrenzten. Bei starken Wasserschwankungen ist zu beobachten, dass Torfinseln an die Wasseroberfläche aufsteigen und in Richtung Staumauer treiben, wie zuletzt Anfang 2017. Auch gab es Anzeichen, dass zum Ende des Krieges der Staumauer ein ähnliches Schicksal wie der Ravennabrücke, nämlich die Sprengung drohte, was jedoch nicht erfolgte.
Am 29. August 1983 wurde zu einer großen Revision der Staumauer und des Stollensystems mit dem Absenken des Sees begonnen. Das Absenken des Wassers auf das Niveau des ursprünglichen Sees dauerte rund fünf Wochen. Dadurch mussten der übliche Badebetrieb, die Seefischerei und der Segelsport pausieren. Das seltene Ereignis lockte viele Besucher an; erstmals seit langem wurden wieder Rudimente überfluteter früherer Bebauung sichtbar. Auch die alte Poststraße kam wieder zum Vorschein und wurde mit Kutschen befahren. Im Vorfeld konnten weit weniger Fische abgefischt werden als geplant. Durch den einsetzenden Sauerstoffmangel verendeten schätzungsweise 44 Tonnen Felchen, Hechte, Zander, Barsche, Aale und andere und damit der größte Teil der Bestände.
In jüngerer Zeit kam es vermehrt zu Interessenkonflikten zwischen dem Schluchseewerk und der Gemeinde Schluchsee über den Wasserstand des Sees im Sommer. Während das Schluchseewerk an einer möglichst vorteilhaften wirtschaftlichen Nutzung des Stauwassers interessiert ist, womit auch eine zuweilen starke Absenkung des Seespiegels einhergeht, fürchtet die Gemeinde ein Ausbleiben von Touristen, wenn der See im Sommer über längere Zeit tief steht und dabei eher unansehnliche Uferpartien freigibt.
Im Winter 2013/14 wurde der Wasserspiegel massiv abgesenkt. Das abgeflossene Wasser wurde zur Stromerzeugung benötigt, da der Solarstrom um diese Jahreszeit in der Regel geringer ausfällt als sonst. Zudem konnten durch den niedrigen Wasserstand Kontrollen an Staumauer und Ablauf vorgenommen werden. Beim Ortsteil Aha wurde durch die Pegelabsenkung das alte Schulhaus wieder sichtbar. Im Juni 2014 hatte der Wasserstand wieder Normalhöhe erreicht.
Am 9. März 2017 lief die Nutzungsgenehmigung für das Schluchseewerk aus. Der Prozess zur Neubeantragung beim Regierungspräsidium Freiburg war zu diesem Zeitpunkt noch im Gange. Dabei kam es zu einem Konflikt mit der Gemeinde. Das Schluchseewerk wollte im Sommer den Wasserspiegel des Sees, dessen Sohle bei 888 Meter über dem Meer liegt, zwei Meter mehr als bisher auf 923 Meter absenken können. Dadurch würde horizontal der Uferstreifen ca. zehn Meter breiter werden, was sich nachteilig für Angler, Segler und Badegäste auswirken würde. Mit Auslaufen der Nutzungsgenehmigung erteilte das Regierungspräsidium eine Genehmigung zum Weiterbetrieb, bis die neue Nutzungsvereinbarung rechtskräftig ist. Im Januar 2018 genehmigte das Regierungspräsidium den Betrieb für weitere 60 Jahre und setzte die Mindeststauhöhe für den Sommer auf 924 Meter fest, wobei als Ausnahme an dreißig Tagen 923 Meter und an zehn Tagen 922 Meter erlaubt sind. Kumuliert über drei Jahre sind es 90 Tage 923 und 30 Tage 922 Meter. Gegen diese Entscheidung des Regierungspräsidiums hatte die Gemeinde Schluchsee im Februar 2018 Klage eingereicht. Im Mai 2021 zog die Gemeinde die Klage zurück, nachdem eine außergerichtliche Einigung mit der Schluchseewerk AG erzielt werden konnte. Danach verzichtet die Schluchseewerk AG in der touristischen Hochsaison von Mitte Juni bis Mitte September auf die Möglichkeit zur Absenkung des Wasserpegels.
Im April 2021 begann eine Sanierung der Staumauer, die ursprünglich bis Ende Juli abgeschlossen sein sollte. Dabei wurde die Fahrbahn über die Mauer erneuert. Außerdem wurde die Betonoberfläche der Mauer oberhalb des Sommerabsenkziels saniert und auf der Luftseite der Staumauer fand eine vorsorgliche Sanierung statt, die künftig Erosion und Bewuchs in den vorhandenen Bauwerksfugen verhindern soll. Da die Schäden an Beton und Stahl unterhalb der Brüstungsmauer jedoch größer waren als erwartet, zogen sich die Arbeiten noch weitere Monate hin. Die Straße auf der Mauerkrone wurde Mitte November frei gegeben. Nach der neuen wasserrechtlichen Genehmigung muss außerdem das ganze Jahr über eine Mindestwasserabgabe von 211 Litern pro Sekunde in die Schwarza erfolgen. Um die beim Ablauf freiwerdende Energie zumindest teilweise zu nutzen, baute die Schluchseewerk AG für 1,4 Millionen Euro ein Mindestwasserkraftwerk (Schaukraftwerk), das im September 2022 fertiggestellt wurde.
Nach Beginn des Russischen Überfalls auf die Ukraine 2022 kündigte die Schluchseewerke AG an, dass es in Zukunft zu häufigeren Pegelschwankungen am See kommen werde. Wegen der rückläufigen Gaslieferungen aus Russland kommt dem als Stromspeicher genutzten See eine größere Bedeutung für die Stabilisierung des deutschen Stromnetzes zu als in der Vergangenheit. Der Betreiber des Pumpspeicherwerks gab auch bekannt, den See im nächsten Winter „möglichst vollständig“ füllen zu wollen, um „spätestens mit dem Rückgang der Solareinspeisung auch für längere Dunkelflauten vorbereitet“ zu sein. Angesichts der maximal im See speicherbaren Energiemenge von 104,6 Gigawattstunden gehen Experten allerdings davon aus, dass diese Menge eher für kurzfristige Systemstabilisierungen geeignet ist als zur Überbrückung länger dauernder Kapazitätsausfälle.

## Vereisung

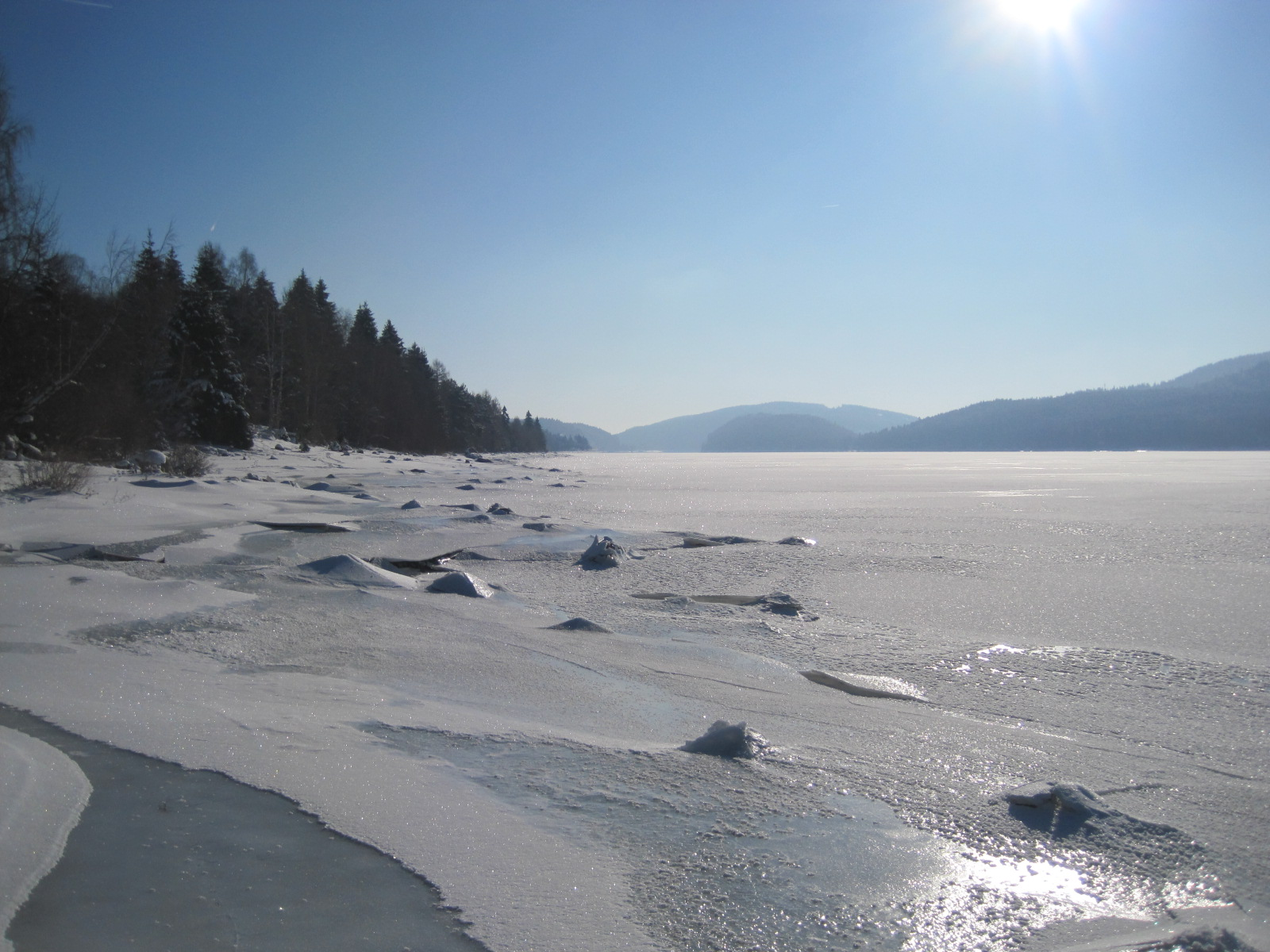
Der zugefrorene Schluchsee

Da der Wasserpegel des Stausees schwankt und Wasser aus tiefer gelegenen und damit wärmeren Fließgewässern zugeführt wird, friert er im Winter nur schwer zu. Das Betreten des Eises ist grundsätzlich verboten. Jedoch vereist das flache Westende zuweilen so stark, dass die Bedeckung trägt. Traditionell finden sich hier im Winter Eisfischer ein, die die Eisdecke durchbohren und Fische fangen. Anfang der 1980er Jahre war die Eisdecke zeitweise so dick, dass zumindest einmal ein Skijöring stattgefunden hat. Gegen Ende der Badesaison traten 2020 und 2021 Cyanobakterien im See auf, die aufgrund toxischer Stoffwechselprodukte eine Gefahr für Badende darstellen können.

## Tourismus

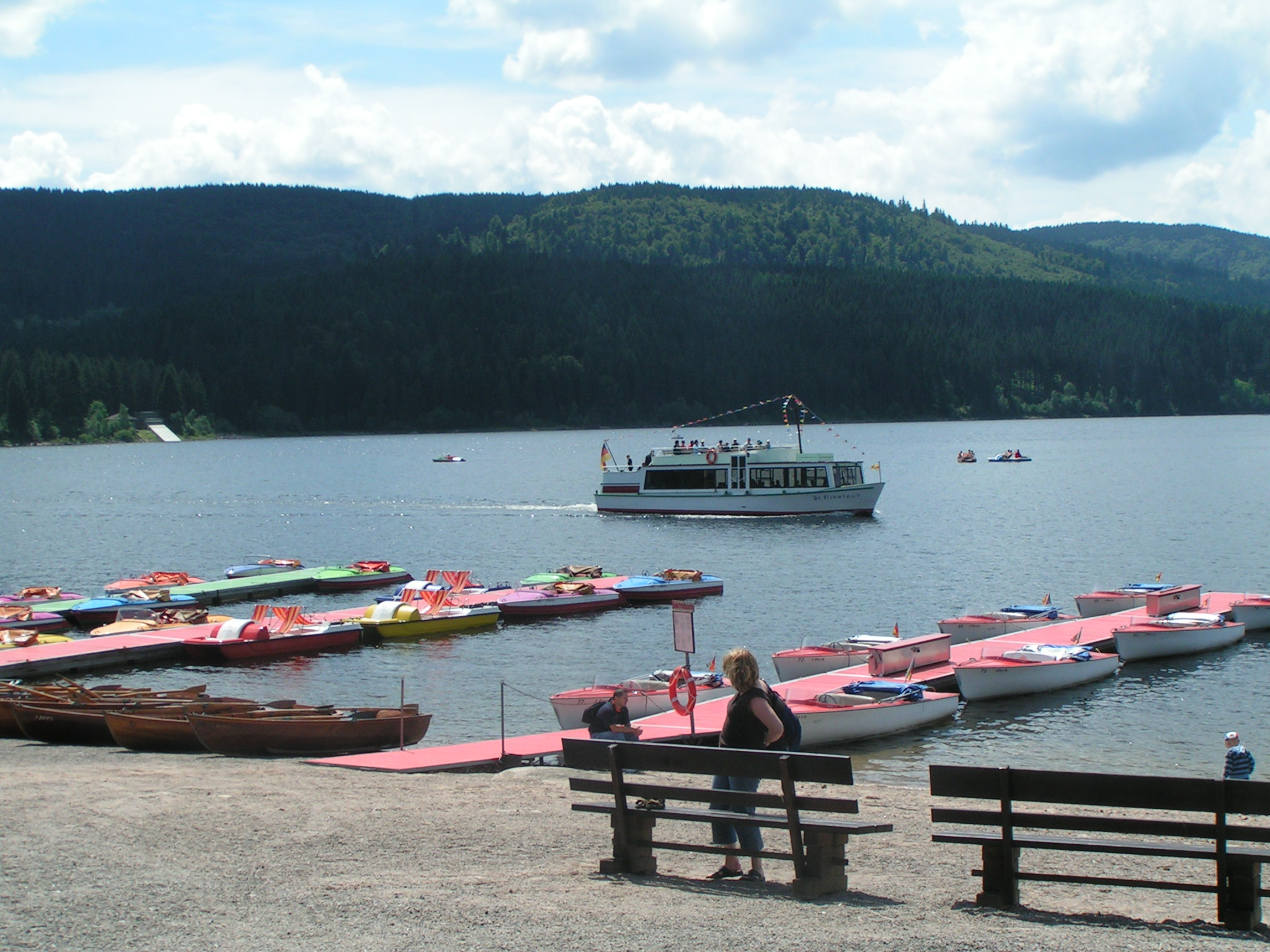
Touristische Nutzung des Schluchsees

Wegen der Höhenlage ist das Wasser auch im Sommer relativ kühl. Der Schluchsee ist vor allem bei Badegästen und Seglern beliebt. Im Gegensatz zum Titisee hat er fast überall gut zugängliche Ufer, weshalb der Schluchsee im Sommer stark frequentiert wird. Die Wasserqualität des Schluchsees wird an zwei Badestellen regelmäßig von der Landesanstalt für Umwelt Baden-Württemberg kontrolliert.
Er ist für die weitere Umgebung – bis über die Schweizer Grenze hinaus – ein beliebtes Freizeitziel. An der Waldseite wird nackt gebadet.
Im Bahnhofsgebäude Seebrugg befindet sich eine Tauchbasis für das Tauchen im Schluchsee.
Der Schluchsee ist von einer Vielzahl von Wanderwegen umgeben. Der ganze See kann umwandert werden, diese etwa 18 Kilometer lange Tour ist weitgehend eben und für Kinderwagen geeignet.
Die Wanderungen können von Mai bis Oktober mit Fahrten auf dem Ausflugslinienschiff MS Schluchsee kombiniert werden. Der Dreiseenradweg führt von Freiburg über den Titisee und den Windgfällweiher zum Schluchsee.
Vom 2001 errichteten ca. 30,45 Meter hohen Riesenbühlturm auf dem Riesenbühl (1097 m, nördlich des Dorfs Schluchsee) ist der größte Teil des Sees zu überblicken.

## Trivia
Bundesweit berühmt wurde der Schluchsee unter dem Namen „Schlucksee“, weil die deutsche Fußballnationalmannschaft 1982 dort ihr Trainingslager zur Vorbereitung auf die Weltmeisterschaft in Spanien aufschlug. Einzelne Spieler nutzten  die Freiheiten, die ihnen Bundestrainer Jupp Derwall ließ, weidlich aus. Alkoholkonsum, Kartenspiel und andere Eskapaden warfen ein schlechtes Licht auf die späteren Vizeweltmeister.